# Делминиј
Делминиј (лат. Delminium) је антички локалитет код Дувна на Дувањском пољу. 
У почетку је био управно седиште илирског племена Делмати, по којима је касније добила име Далмација. Налазио се у близини потоњег римског насеља, или на Либу или на Градини код Гаја. Године 156. п. н. е. нашао се под опсадом Римљана предвођених Гајом Марцијем Фигулом; годину дана касније заузео га Публије Корнелије Сципион Назика, његова утврђења су порушена, а околна земља претворена је у пашњак за испашу оваца.
Касније римско насеље, како је престала потреба за утврђењима, преместило се са брежуљка у долину, па је територијом Делмата администрирано из Салоне на обали. Римски Делминиј, који је вероватно основан за време Августа, опстао је кроз 6. век када се помиње као седиште епископије за време папе Гргура. За време Хадријана домаће становништво је први пут добило римско грађанско право. Мада никада није повратио значај какав је имао за време Илира, римски Делминиј је вероватно постао центар земљорадње у долини. 
Налази са локалитета налазе се у Земаљском музеју у Сарајеву.